# Syrphoctonus elegans
Syrphoctonus elegans là một loài tò vò trong họ Ichneumonidae.